# Cantó de Sieisforns de Mar
El cantó de Sieis Forns lei Plaias és un cantó francès del departament de la Var, situat al districte de Toló. Té 1 municipis i el cap és Sieis Forns lei Plaias.

## Municipis
- Sieis Forns lei Plaias

## Història
| Data d'elecció                           | Identitat               | Partit                     | Qualitat |
| ---------------------------------------- | ----------------------- | -------------------------- | -------- |
| 1967-1979                                | Antoine Baptiste        | Divers droite              |          |
| 1979-1985                                | Alain Lombard           | PS                         |          |
| 1985-1992                                | Philippe Estève         | UDF-radical                |          |
| 1992-1998                                | Jean-Claude Babize      | Divers droite, després UDF |          |
| 1998-2002                                | Jean-Sébastien Vialatte | RPR, després UMP           |          |
| 2002-                                    | Alain Caillet           | RPR, després UMP           |          |
| les dades anteriors no són pas conegudes |                         |                            |          |
|                                          |                         |                            |          |

| 1962  | 1968   | 1975   | 1982   | 1990   | 1999   | 2006   |
| ----- | ------ | ------ | ------ | ------ | ------ | ------ |
| 9.057 | 15.118 | 20.090 | 25.526 | 28.957 | 32.742 | 34.325 |